# تام اسمیت
تام اسمیت (انگلیسی: Tom Smith؛ زادهٔ ۲۹ آوریل ۱۹۸۱) موسیقی‌دان و ترانه‌سرای اهل بریتانیا است. وی از سال ۲۰۰۲ میلادی تا کنون مشغول فعالیت بوده است.
اسمیت خواننده، ترانه‌سرا، کیبوردنواز و گیتاریستِ ریتمِ گروه ایندی راک ادیتورز است.
شیوهٔ خوانندگیِ تام اسمیت را با مایکل استایپ از گروه آر. ئی. ام. و ایان کرتیس از گروه جوی دیویژن مقایسه کرده‌اند.